# Lyncornis macrotis
Lyncornis macrotis е вид птица от семейство Caprimulgidae.

## Разпространение
Видът е разпространен в Бангладеш, Виетнам, Индия, Индонезия, Камбоджа, Китай, Лаос, Малайзия, Мианмар, Тайланд и Филипините.